# La Sorcière Camomille
 (février 2016).
Si vous disposez d'ouvrages ou d'articles de référence ou si vous connaissez des sites web de qualité traitant du thème abordé ici, merci de compléter l'article en donnant les références utiles à sa vérifiabilité et en les liant à la section « Notes et références ».
La Sorcière Camomille est une série d'animation franco-espagnole produite par Cromosoma et Storimages sur une idée de Roser Capdevila et diffusée en Espagne sur Antena 3.
En France, elle a été diffusée sur France 3 dans les émissions Bonjour Babar, Le Réveil des Babalous, Les Zamikeums, Les Minikeums, TO3, France Truc et Toowam, puis sur Canal J et rediffusée sur France 5 dans les émissions Debout les Zouzous et Midi les Zouzous puis rediffusée sur TiJi.

## Synopsis
Dans ce spin-off des Trois Petites Sœurs, on retrouve le personnage de la sorcière Camomille qui voyage désormais sans les triplées. Elle est la protagoniste de ses propres aventures, qu'elle raconte avec nostalgie à deux amies aussi excentriques qu'elle. Ces sorcières vétérans écoutent les nombreux voyages de Camomille et ses souvenirs d'enfance, lorsque sa mère lui a donné une boule de cristal et qu'elle a appris ses premiers sorts à l'école.

## Distribution

### Voix originales
- Rosario Cavallé : la sorcière Camomille
- Jordi Vila : le hibou
- María Pilar Quesada : la sorcière folle
- Licia Alonso : la sorcière amoureuse
- Alberto Trifol : le narrateur

### Voix françaises
- Sophie Arthuys : la sorcière Camomille

## Épisodes
1. Ange et Démon
2. Au club
3. Bas les masques !
4. Camomille Land
5. Chauve qui peut !
6. Croque-Ferraille
7. Dans de beaux draps
8. Dans la Lune
9. Drôle de cow-boy
10. Firmin
11. Frankie
12. L'Ennemi public no 2
13. L'Homme de Gromignon
14. La Grande Kermesse
15. La Guerre des nerfs
16. La Lauréate
17. La Milliardaire
18. La Vérité toute nue
19. Le Congrès de sorcellerie
20. Le Loup-garou de Venise
21. Le Prince et la Grenouille
22. Le Robordinateur
23. Le Secret du vampire
24. Le Trésor du Coulapic
25. Les Pique-assiettes
26. Reine du tour
27. Retour vers le passé
28. Roi du béton
29. Silence, on tourne !
30. Un héros fatigué
31. Un jardin extraordinaire
32. Un musée de rêve
33. Un vrai génie
34. Une marraine
35. Une voyante extra-lucide
36. Vive la mariée !
37. Vive la reine !
38. L'Étrange Monsieur Maurice
39. Une rentrée explosive